# Підвісний міст

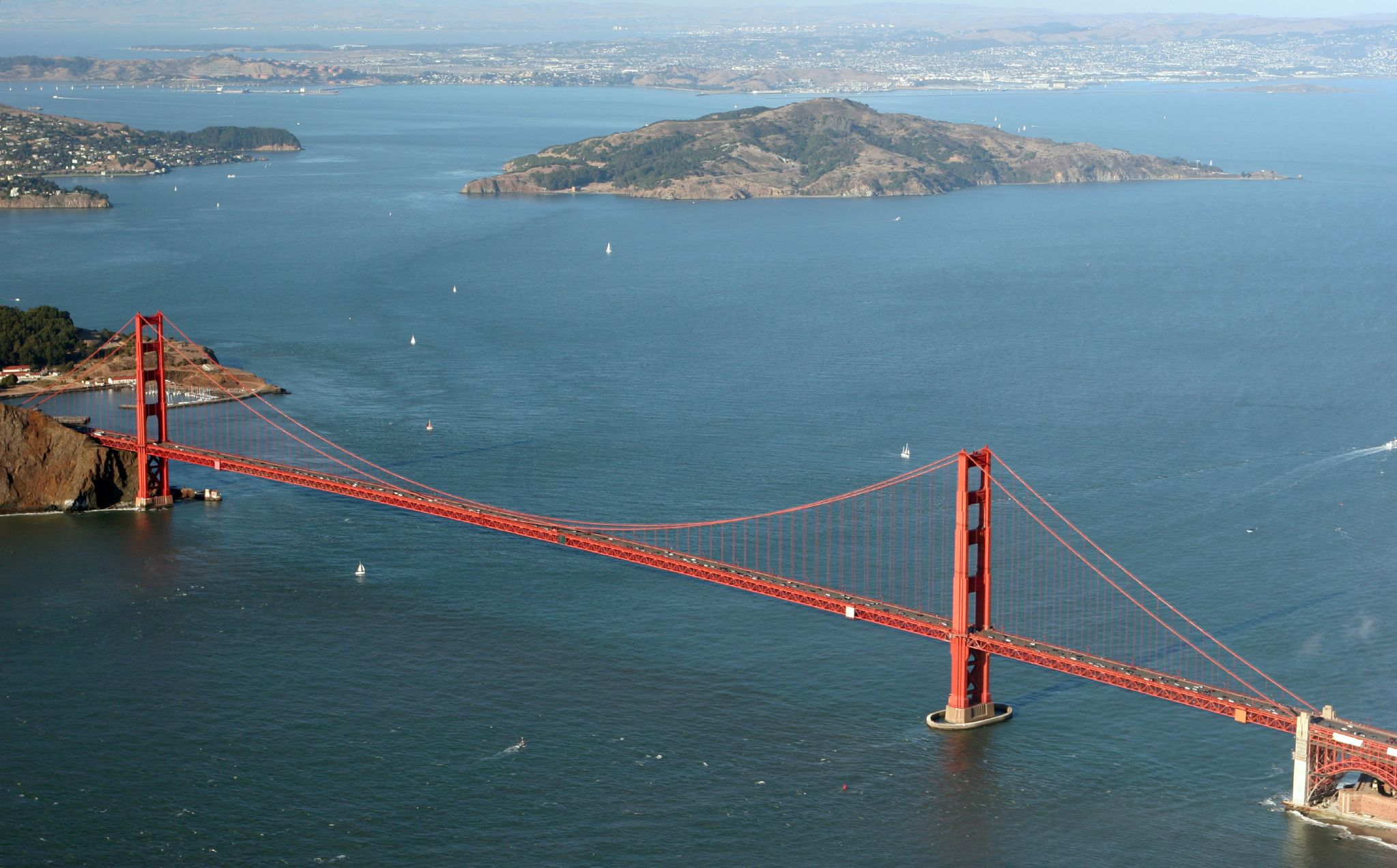
Міст Золота Брама у Сан-Франциско.

Підвісни́й міст — міст, у якому основна тримальна конструкція збудована з гнучких матеріалів (тросів, канатів, ланцюгів і ін.). Основні несні троси (або ланцюги) підвішують між встановленими по берегах пілонами. До цих тросів кріплять вертикальні троси або балки, на яких підвішується дорожнє полотно основного прольоту моста. Основні троси продовжуються за пілонами й закріплюються на рівні землі. Продовження тросів може використовуватися для підтримки двох додаткових прольотів.
Найчастіше підвісні мости використовують у випадках, коли потрібно створити надзвичайно довгий міст без встановлення опор.
Розрізняють підвісні мости розпірні, що передають зусилля від вертикального навантаження на ґрунт або стояни, і безрозпірні, в яких розпір (горизонтальну складову зусилля в кабелі) сприймає балка жорсткості.

## Приклади

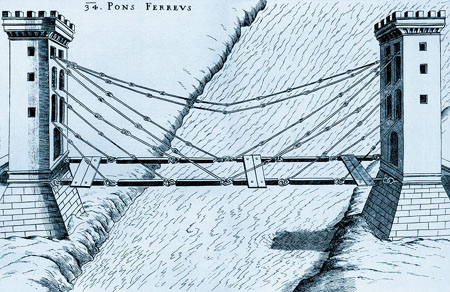
Приклад підвісного мосту.
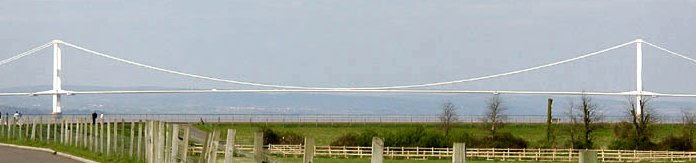
Севернський міст у Уельсі.
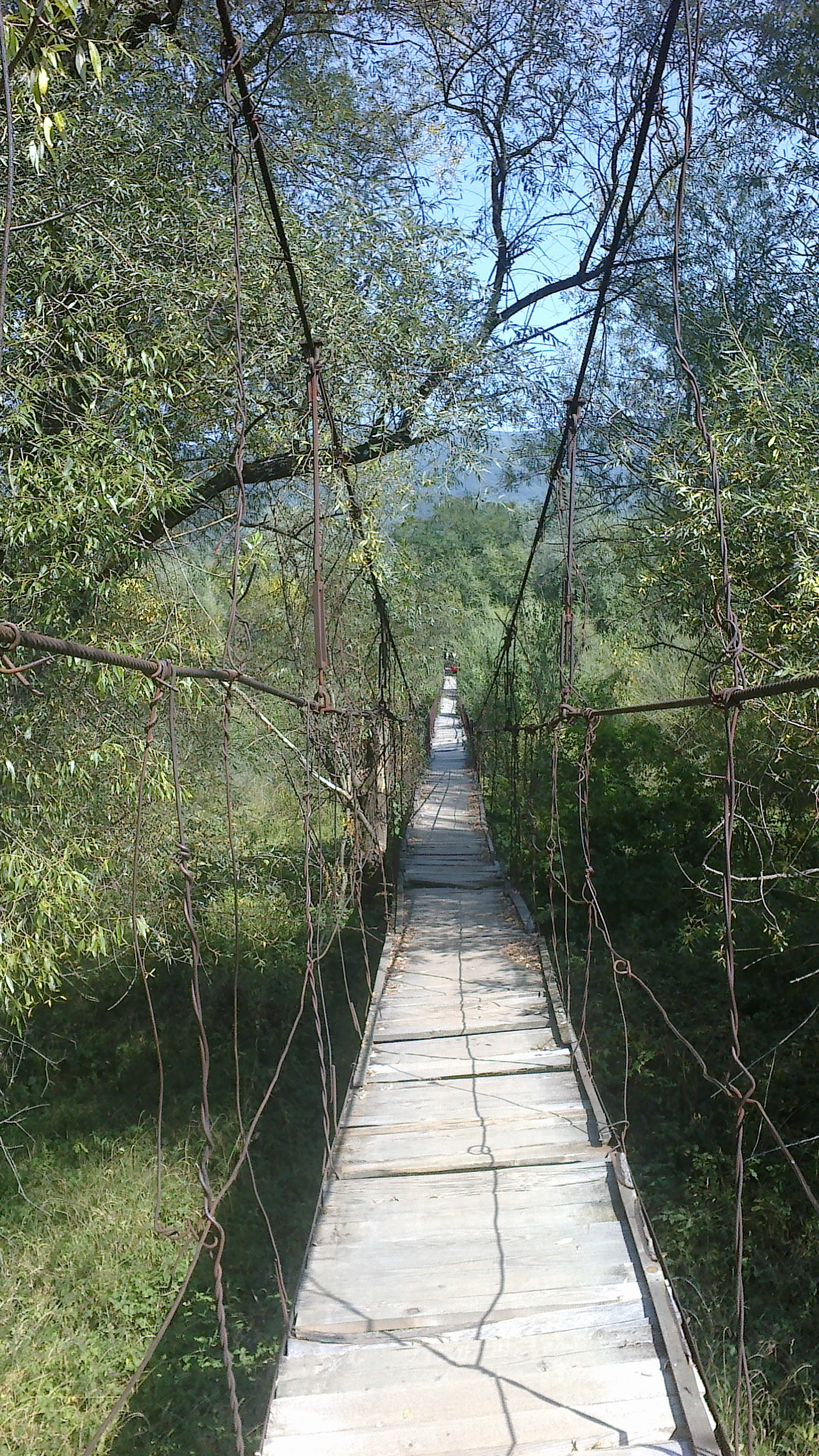
Підвісний міст через річку Уж.
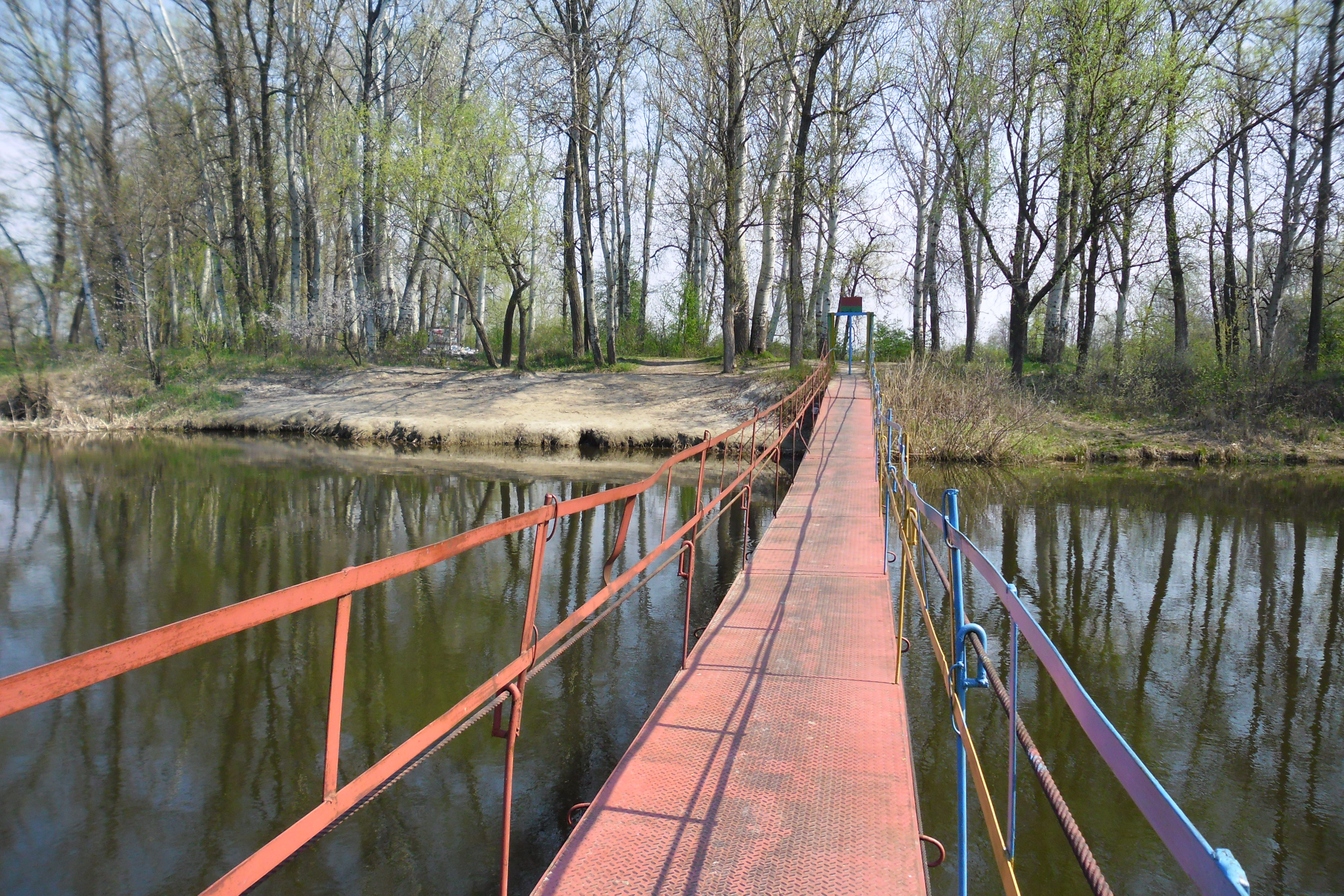
Підвісний міст через Ворсклу.